# Thanks Jimi Fesztivál
A mára már nemzetközivé vált fesztivált első alkalommal 2003-ban tartották meg Wroclaw (Boroszló) főterén. ahol 588 gitáros játszotta egyszerre Jimi Hendrix Hey Joe című számát. Az össznépi gitározás egyúttal Guinness-rekord lett. Gyerekek, felnőttek, fiatalok, férfiak, nők, punkok, volt hippik, rockerek, rapperek, bluesrajongók, techno-kedvelők mind együtt tisztelegtek Jimi Hendrix emléke előtt. Az ötletgazda Leszek Cichonski, Lengyelország egyik legnépszerűbb bluesgitárosa. A tisztelgés és a rekordkísérlet évről évre több zenészt vonzott, idén májusban 6346 gitáros csapott a húrok közé Boroszló főterén. Az évek alatt egyre több város adott otthont a fesztiválnak, idén többek között megrendezték Detroitban, Chicagóban és New Yorkban is.

## Leszek Cichonski
Egyik vezéregyénisége a lengyel rock- blues- funky életnek. Nevéhez fűződik a wroclawi Thanks Jimi Festival, illetve az ehhez kapcsolódó többszörös Guinness World Record, amit évek óta a lengyelek tartanak. Leszek Cichonski többek között tagja a nemzetközi összetételű, magyar muzsikusokat (Póka, Solti) is felvonultató Visegrád Blues Band-nek.

## Thanks Jimi Fesztivál – Győr
Győrött, a Mediawave keretén belül május 1-jén rendezték meg a fesztivált. A szervezők a munka ünnepét próbálták a gitárosok ünnepévé varázsolni szombaton.
Több tucat profi és amatőr gitáros játszotta hosszasan és önfeledten 2009. május 1-én, péntek késő délután a győri Megyeháza téren Jimi Hendrix emblematikus dalát, a Hey Joe-t. A wroczlawi mintára és velük együttműködésben (párhuzamosan) létrehozott Thanks Jimi Fesztivál közösségformáló ereje sokakat magával ragadott.

## Budapest
A zene ünnepén, 2009. június 21-én Budapesten rendezték meg az újabb Thanks Jimi Fesztivált a Petőfi Csarnokban.
A fesztivál teljesen ingyenes volt. Az eseményen részt vett a fesztivál ötletgazdája Leszek Cichonski is. A fesztivál szervezői a hivatalos weboldal  mellett blogot is létrehoztak .